# Armée de libération nationale (Colombie)
Pour les articles homonymes, voir ELN, Armée de libération nationale et ALN.
L'Armée de libération nationale (espagnol : Ejército de Liberación Nacional, Unión camilista-Ejército de Liberación Nacional, ELN) est le deuxième groupe rebelle en importance impliqué dans le conflit armé colombien après les FARC-EP. Elle est composée de près de 6 000 combattants en 2022 selon les autorités, auxquels s'ajoutent 7 500 « miliciens » (militants civils).
L'organisation est placée sur la liste des organisations terroristes des États-Unis, du Canada et de l'Union européenne.

## Histoire

Logo de l'UCELN.

Inspirée par l’exemple de la révolution cubaine avec la victoire de Fidel Castro à Cuba en 1959, l'ELN a été fondée en 1964 dans le département de Santander par Fabio Vásquez Castaño. Au contraire des FARC — qui constituaient alors un mouvement d'autodéfense de paysans marqués par la Violencia, dont l'objectif était de protéger les villages locaux des paramilitaires et non de renverser le gouvernement — l'ELN proclame dès sa fondation, dans son manifeste de Simacota (du nom d'un village d'où les forces de police venaient d’être expulsées par un groupe de guérilleros, la première action militaire de l'ELN) son ambition de prendre le pouvoir pour établir un « gouvernement démocratique et populaire ». Parmi les douze points énoncés dans son manifeste, la guérilla revendique :
- une redistribution des terres aux paysans qui les travaillent ;
- la nationalisation des ressources minières et des transports ;
- un programme de construction de logements décents pour permettre le relogement des habitants des bidonvilles ;
- rendre l’éducation gratuite et obligatoire et la mise en œuvre des moyens suffisants pour éradiquer l'analphabétisme ;
- le respect des droits et revendications des indigènes tout en favorisant leur intégration dans la nation colombienne, la séparation de l’Église et de l’État, la restitution aux femmes de leurs « droits légitimes », encourager l'accès à la culture et au sport, rejeter les discriminations raciales ;
- axer la politique extérieure de l’État sur « l'opposition à toute forme d’oppression et de domination impérialiste et la solidarité avec la lutte des peuples opprimés »[4].

Elle regroupe dans les années qui suivent sa fondation davantage d'étudiants et de jeunes militants issus des villes que de paysans. Une composition sociale qui la distingue de la guérilla des FARC, essentiellement soutenue par des paysans. En matière idéologique, elle trouve à ses débuts une influence majeure dans la figure du prêtre Camilo Torres Restrepo — qui rejoignit le mouvement guérillero en 1965 — qui contribue à donner à l'idéologie du mouvement des allures de christianisme social, combinées aux principes marxistes-léninistes initiaux. Ainsi, selon Currea Victor Lugo, professeur à l'Université nationale de Colombie, les influences du mouvement se puisent auprès de Jésus-Christ, de Karl Marx et de Che Guevara. Il continue aujourd'hui encore d'entretenir des relations avec l’Église, qui constitue l'un de ses interlocuteurs privilégiés dans le cadre de négociations, dont notamment l'archevêque de Cali,,.
En 1969, le prêtre espagnol Manuel Pérez rejoint l'ELN, et en assumera la direction politique de 1983 jusqu'à sa mort en février 1998.
Principal mouvement de guérilla en Colombie durant les années 1960, il est vigoureusement combattu avec l'appui des forces spéciales américaines et est sévèrement affaibli en 1973 par l'opération Anorí. Il réapparaît de temps à autre tout au long des années 1970 et se rend responsable de nombreuses attaques de banques, assassinats et enlèvements.
En 1987, l'ELN fusionne avec le petit groupe de guérilla Movimiento de Integración Revolucionaria - Patria Libre pour constituer officiellement l'UC-ELN.
En 1984, l'ELN se distingue des autres mouvements rebelles colombiens en s'opposant à tout cessez-le-feu. C'est sur l'intervention de Fidel Castro que l'ELN se ralliera finalement à la signature d'un cessez-le-feu temporaire. Plusieurs factions se sont créées au sein du mouvement :
- le Front Domingo Lain, qui refuse toute négociation de paix ;
- le Courant de Rénovation Socialiste, qui a cessé la lutte en 1994, à la suite d'une négociation avec le gouvernement.

En août 2001, les négociations avec l'ELN sont suspendues par le gouvernement colombien, aucun accord ne pouvant être conclu sur les propositions du gouvernement concernant l'établissement d'une zone contrôlée par l'ELN. Lorsque le dialogue a repris en novembre de la même année, la proposition de zone démilitarisée a été abandonnée.
Début 2008, le gouvernement colombien annonçait la capture d'un haut commandant de l'Armée de libération nationale (ELN), Gustavo Adolfo Giraldo Quinchía, alias « Pablito ». Le ministre de la Défense Juan Manuel Santos estimait qu'il s'agissait de « la plus importante arrestation » d'un chef de l'ELN à ce jour. Gustavo Adolfo Giraldo Quinchía s'est évadé en octobre 2009 lors d'un transfert entre deux prisons.
Une phase exploratoire de discussion a été engagée en 2014 avec le gouvernement de Juan Manuel Santos parallèlement aux négociations officielles avec les FARC-EP mais semble progresser péniblement, l'ELN exigeant un cessez-le-feu bilatéral et le gouvernement un cessez-le-feu unilatéral de la guérilla et la libération de ses prisonniers sans contreparties. À la suite des accords de paix conclus à La Havane entre les représentants respectifs du gouvernement et des FARC, l'ELN en exprime sa désapprobation mais souligne sa « fraternité » avec les Farianos (les guérilleros de l'ELN sont eux nommés les Elenos) et leur souhaite les meilleurs succès dans le « nouveau chemin emprunté ». Les négociations sont finalement officialisées en octobre 2016 et devraient se dérouler à Quito avec le soutien de l’Équateur et du Venezuela. L'ELN annonce un cessez-le-feu provisoire à partir du 1er octobre 2017.
En 2018, d'anciens membres des FARC démobilisés rejoignent l'ELN face à l'abandon par l’État de certaines réformes prévues dans les accords de paix, notamment sur la question agraire.
Les négociations de paix sont suspendues par le nouveau président Ivan Duque, opposant revendiqué aux négociations avec les groupes rebelles, dès sa prise de fonction en 2018. En janvier 2019, un attentat de la guérilla à Bogotá fait 21 morts et 68 blessés dans les rangs de la police. En réaction, le gouvernement annonce l’arrêt définitif des négociations et exige de Cuba que lui soient remis les négociateurs de l'ELN présents sur l'ile. Le gouvernement cubain a cependant répondu qu'il « agirait en strict respect des Protocoles des dialogues de paix signés par le gouvernement [colombien] et l’ELN », lesquels prévoyaient qu'en cas d'échec des négociations les membres de l'ELN pourraient revenir saints et saufs en Colombie. La Norvège, autre pays garant des négociations, a fermement rappelé au gouvernement colombien qu'il devait respecter ses engagements. Les États-Unis décident pour cette raison, le 11 janvier 2021, d'inscrire Cuba sur leur liste de pays finançant le terrorisme.
Les négociations reprennent en novembre 2022 au Vénézuéla, sous l'impulsion du président Gustavo Petro.
Le 8 mars 2025, alors que les combats ont repris depuis janvier, des hauts commandants de l'ELN se sont dit prêt à toute confrontation militaire avec Bogota. Ils ajoutent que « la "paix totale" dont parle Petro se transforme finalement en "guerre totale" ».

## Activités
L’ELN fonctionne davantage comme un parti politique en armes que comme une organisation de type purement militaire. Le groupe privilégie la participation de la population dans les instances de décision plutôt que la construction d’une armée. Chaque front possède son porte-parole et fonctionne de manière autonome. Selon l'analyste Camilo Echandia, de l'université Externado de Colombie, toutes les décisions sont préalablement sujettes à des débats et réunions, ce qui peut néanmoins affecter sa cohésion interne. L'ELN marque également une défiance plus prononcée que les autres guérillas colombiennes envers le système parlementaire et lui préfère la démocratie directe.
Les bombardements de l'aviation militaire contraignent les guérilleros de l'ELN à se déplacer constamment, en petit nombre. Ils opèrent dans 10 % des municipalités colombiennes. La rébellion, qui s'appuie aussi sur un vaste réseau urbain, continue à se financer par des enlèvements contre rançon, l'extorsion et « l'impôt révolutionnaire » prélevé sur les narcos et autres trafiquants. Ses attentats visent fréquemment l'industrie.
Le refus de la compagnie pétrolière Ecopetrol de s'acquitter de l'impôt révolutionnaire a conduit l'ELN à inaugurer une forme de terrorisme économique en s'attaquant à l'oléoduc Caño Limón-Coveñas. Entre 1982 et mars 1999, il a fait l'objet de 691 attaques et son maintien en activité devient prohibitif en termes de coûts. Depuis 1992, la Colombie, productrice de pétrole, est ainsi devenue importatrice.
Les actions de l'ELN depuis sa création ont induit de nombreuses violations des Droits de l'Homme et du Droit humanitaire international. Parmi les cas les plus emblématiques de ces violations, on peut citer :
- Les enlèvements de civils suivi d'extorsion de fonds, parmi lesquels on peut citer les cas emblématiques de l'enlèvement de masse à l'Église La María de Cali (es) le 30 mai 1999[22],[23] ou encore celui des 41 passagers et 5 membres d'équipage du Vol Avianca 9463 (es) le 12 avril 1999
- Le massacre de Machuca (es) le 18 octobre 1998, qui coûte la vie à 84 personnes dans l'incendie qui suit le dynamitage par l'ELN de l'oléoduc Caño Limón-Coveñas

De façon quantitative, le rapport de la Commission de la Vérité donne les chiffres suivants pour ce qui concerne l'ELN : 
- 17 725 homicides entre 1985 et 2016 (4 % du total des homicides du conflit armé)
- 9 538 personnes séquestrées entre 1990 et 2018 (19 % du total des enlèvements du conflit armé)
- Recrutement de 1 391 mineurs entre 1990 et 2017 (9 % du total des recrutements du conflit armé)